# Urophora stalker
Urophora stalker
 es una especie de insecto del género Urophora de la familia Tephritidae del orden Diptera. 
Valery Korneyev la describió científicamente por primera vez en el año 1984.